# Matthew Spender
Matthew Spender (geboren 1945 in London) ist ein britischer Maler, Bildhauer und Biograf.

## Leben
Matthew Spender ist ein Sohn des Dichters Stephen Spender (1909–1995) und der Pianistin Natasha Spender (1919–2010). Seine Mutter hielt zeit ihres Lebens die Fassade einer normalen Familie aufrecht, obschon Stephen Spender seine homosexuellen Verhältnisse auch in der Öffentlichkeit nicht verbarg.
Matthew Spender studierte Geschichte an der Universität Oxford und danach Kunst an der Slade School of Fine Art. 1967 heiratete er die Malerin Maro Gorky, die älteste Tochter des armenisch-amerikanischen surrealistischen Künstlers Arshile Gorky (1904–1948), mit der er bereits seit 1961 befreundet war. Das Paar zog 1968 als Aussteiger in die Toskana nach Gaiole in Chianti, sie haben zwei Töchter, darunter die Filmemacherin Cosima Spender.
Spender stellte in England, Italien, Deutschland und Frankreich aus. 1989 hatte er eine Ausstellung in der Berkeley Square Gallery in London. Mit der Protektion seines Vaters konnte er ein Objekt an Francis Bacon verkaufen, den homosexuellen Nachstellungen der Freunde seines Vaters wich er aus. Seit den neunziger Jahren konzentrierte er sich auf die Bildhauerei, die 1996  Staffage in Bernardo Bertoluccis Film Gefühl und Verführung war. Spender lehrt an der Malklasse der Accademia delle Arti del Disegno in Florenz und hat eine Ehrenprofessur der Accademia di Belle Arti in Carrara.
Spender schrieb 1999 eine Biografie über Gorkys Leben vor seiner Vertreibung aus  Khorkom From a High Place: A Life of Arshile Gorky. Nach dem Tod seiner Mutter 2010 bezog er auch wieder das Elternhaus in Bayswater und begann seine Familiengeschichte aufzuarbeiten.

## Schriften/Kataloge (Auswahl)
- Within Tuscany. New York : Viking, 1992
- Zypressen im Weinberg. Übersetzung Ulrike Budde. München : Knesebeck 1993
- Mario Guidotti: Personale di scultura di Matthew Spender. Textbeitrag von Bernardo Bertolucci. Comune di San Quirico d’Orcia, 1996
- From a High Place. A Life of Arshile Gorky. Alfred A. Knopf Inc., 1999, ISBN 0-375-40378-7
- Dino Carlesi: Matthew Spender : uno scultore a Pontedera. Massarosa : Edizioni Caleidoscopio, 2006
- A House in St John’s Wood: in Search of My Parents. William Collins, 2015